# Marianne Lüdcke
Marianne Lüdcke est une réalisatrice, scénariste et actrice allemande née le 22 juillet 1943 à Berlin et morte le 31 mai 1999 à Guissény.